# 't Lam

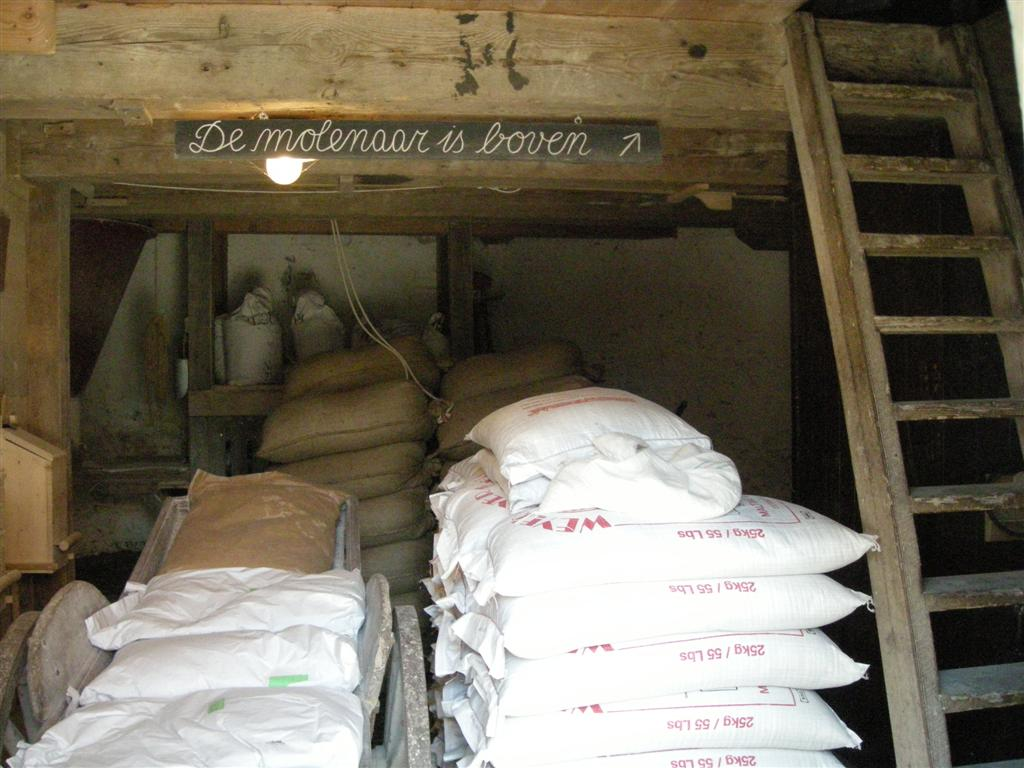
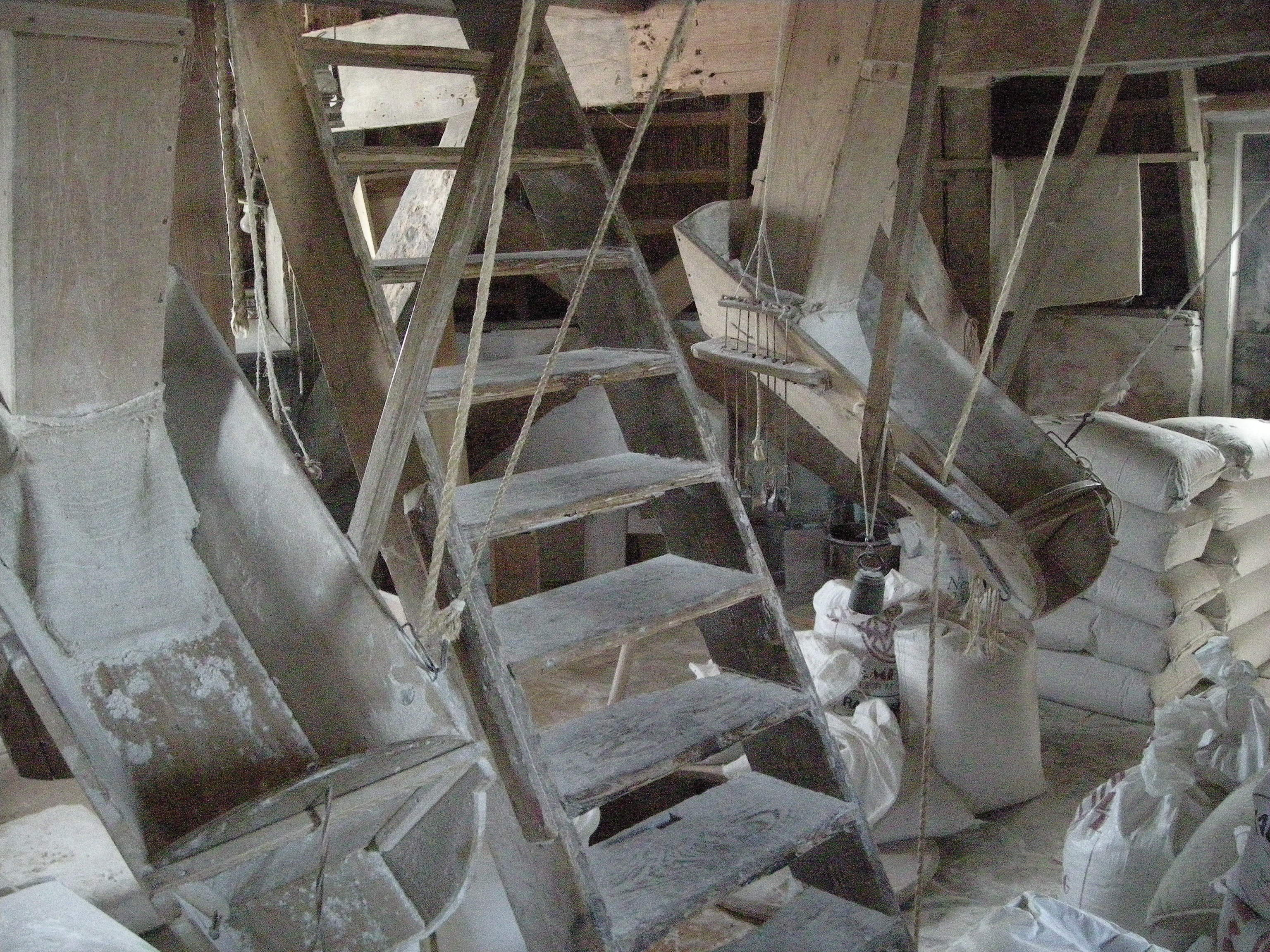

De windmolen  't Lam is een stellingmolen in Woudsend. De molen is in gebruik als korenmolen en pelmolen. De achtkante houten molen is rietgedekt, evenals de kap. De bakstenen achtkante onderbouw is 5,10 m. hoog.
Boven de toegangsdeur hangt een afbeelding van een lam. Het bouwjaar van de molen ligt rond 1740.
Tot 1960 was 't Lam particulier eigendom. In dat jaar kocht de gemeente de molen.
In de molenaarswoning naast 't Lam is sinds 2000 een moleninformatiecentrum en molenwinkel gevestigd. Dit is, net als de molen, eigendom van de gemeente.
In 2001 is het pelwerk van de molen in ere hersteld. Enige malen per jaar wordt er weer gerst tot gort gepeld.
De andere windmolen in Woudsend is De Jager.

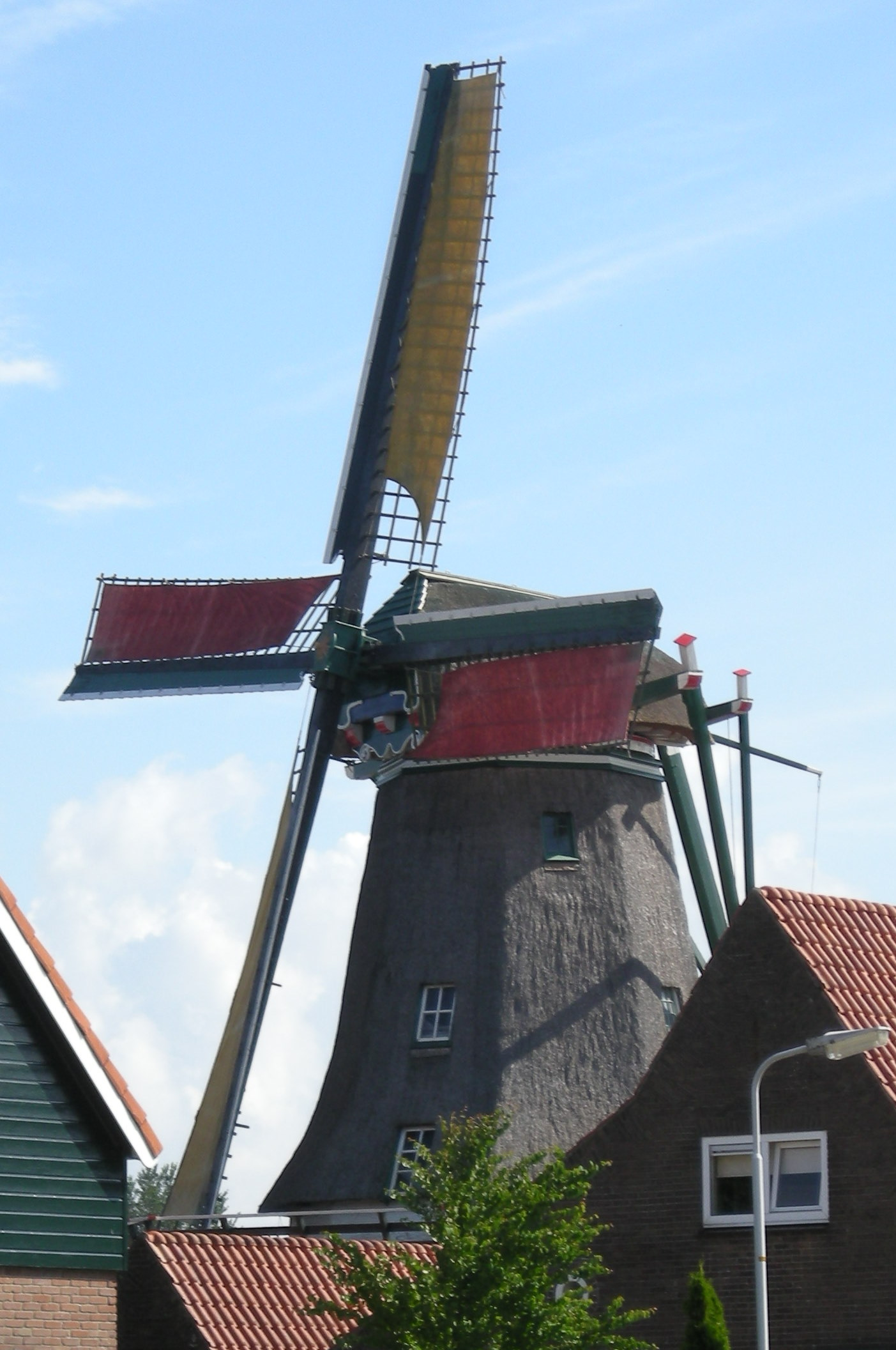
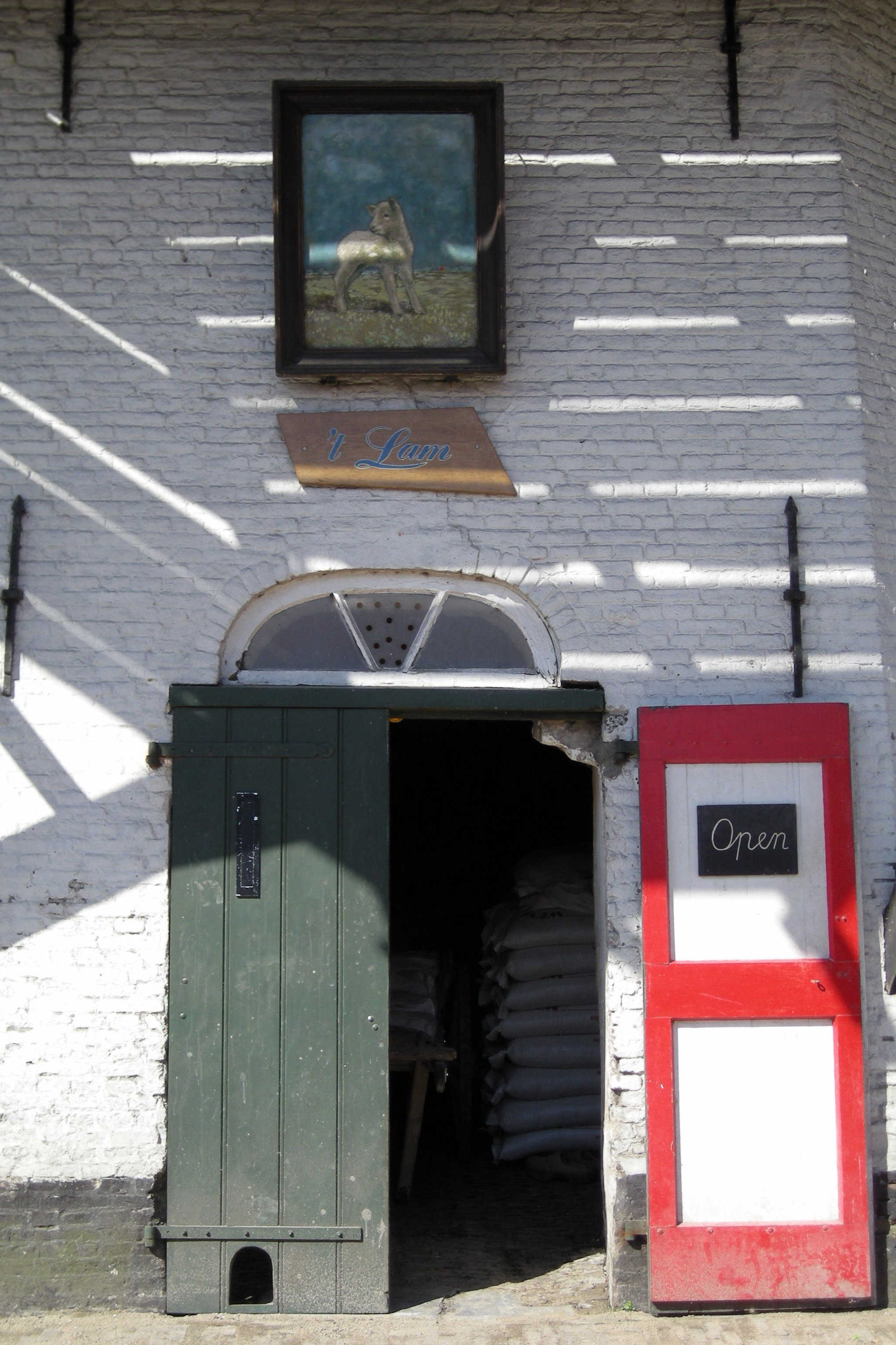